# Rutylapa gressiti
Rutylapa gressiti är en tvåvingeart som först beskrevs av Donald Henry Colless 1966.  Rutylapa gressiti ingår i släktet Rutylapa och familjen platthornsmyggor. Inga underarter finns listade i Catalogue of Life.